# 제6회 서강데뷔작영화제
제6회 서강데뷔작영화제는 2009년 9월 21일에 열린 시상식이다.

## 수상 및 후보

### 한국장편데뷔작
- 미쓰 홍당무 - 이경미
- 똥파리 - 양익준
- 낮술 - 노영석
- 그림자 살인 - 박대민

### 해외화제작
- 요시노 이발관 - 오기가미 나오코
- 누들 - 아일레트 메나헤미
- 킬러들의 도시 - 마틴 맥도나

### 특별전
- 헤드윅 - 존 카메론 미첼
- 부에노스 아이레스 탱고 카페 - 미겔 코한
- 컨트롤 - 안톤 코르빈